# 菲施 (瓦萊州)
菲施（Fiesch）是位于瑞士瓦莱州Goms区的城鎮，位於瑞士南部。因当地阿莱奇自然保护区的自然风光，菲施是[[联合国教育、科学及文化组织|联合国教科文组织]指定的世界遗产之一。

## 历史
菲施在史料中首次被提及于1203年，当时被称作“Vios”；1438年时该镇的名字被记作“Viesch”，并自1905年起被记为今名“菲施（Fiesch）”。

## 地理
截至2011年，菲施的土地面积为11.3平方公里(4.4平方英里)。其中32.6%为农业用地，40.6%为林地。其余土地中6.4%是城市用地(建筑或道路)，20.4%是没有生产用途的土地。
小镇坐落于一个小山谷与魏斯瓦瑟两侧的山坡上方。

## 姊妹城市
- 诺伊夫拉

## 外部連結
- Municipal website （德文）
- Tourism website （页面存档备份，存于） （英文）
- Fiesch-Eggishorn cable car website （英文）

1. ↑  . 瑞士联邦统计署.   [2019年1月13日].
2. ↑  . 瑞士联邦统计署. 2019年4月9日  [2019年4月11日].